# آن ليندي
آن كريستين ليندي (من مواليد 4 ديسمبر 1961) هي سياسية اجتماعية ديمقراطية سويدية. تم تعيينها وزيرة للخارجية في 10 سبتمبر 2019. عملت سابقًا وزيراً للتجارة الخارجية ووزيرة تعاون الاسكندنافي .  قبل ذلك كانت وزيرة شؤون الاتحاد الأوروبي والتجارة في في حكومة لوفن منذ 25 مايو 2016. 

## الحياة السياسية
طوال التسعينيات، عملت ليندي في المكاتب الحكومية، بما في ذلك وزيرة الشؤون المدنية بوزارة الخارجية والمستشار السياسي للاتحاد الأوروبي ووزيرة التجارة ماتس هيلستروم للشؤون الخارجية ووزير الدفاع بيورن فون سيدو في وزارة الدفاع.
شغلت ليندي منصب وزيرة الدولة بوزارة الداخلية. عملت كوزيرة للخارجية مع وزير الداخلية أندرس إيغمان في وزارة العدل . كانت ليندي بين 2013-2014 ، رئيسة الدائرة الدولية للحزب الاشتراكي الأوروبي في بروكسل، وهي منظمة جامعة لجميع الأحزاب الاجتماعية الديمقراطية في الاتحاد الأوروبي. شغلت سابقًا منصب سكرتيرة دولية في الحزب الاجتماعي الديمقراطي في السويد من 2000 إلى 2013.

## الحياة الشخصية
منذ عام 1989، تزوجت ليندي من ماتس إريكسون ولديها طفلان.